# Cloak & Dagger (serial telewizyjny)
Cloak & Dagger (ang. Marvel's Cloak & Dagger) – amerykański serial fantastycznonaukowy na podstawie komiksu o tym samym tytule wydawnictwa Marvel Comics. Serial ten jest częścią franczyzy Filmowego Uniwersum Marvela.
Produkowany jest przez ABC Signature Studios i Marvel Television. Twórcą i showrunnerem serialu jest Joe Pokaski. W rolach głównych występują: Olivia Holt, Aubrey Joseph, Emma Lahana, Jaime Zevallos, J.D. Evermore, Carl Lundstedt, Andrea Roth, Gloria Reuben i Miles Mussenden.
Serial emitowany jest na antenie Freeform od 7 czerwca 2018 roku. W Polsce jest on dostępny od 8 czerwca 2018 roku w serwisie Showmax. 20 lipca 2018 roku poinformowano, że został zamówiony drugi sezon serialu z premierą 4 kwietnia 2019 roku. 24 października 2019 roku poinformowano o zakończeniu serialu po dwóch sezonach.

## Obsada

### Główne role
- Olivia Holt jako Tandy Bowen / Dagger[1]
- Aubrey Joseph jako Tyrone Johnson / Cloak[1]
- Emma Lahana jako Brigid O’Reilly / Mayhem[2]
- Jaime Zevallos jako Francis Xavier Delgado[2]
- J.D. Evermore jako Connors[3]
- Carl Lundstedt jako Liam Walsh[3]
- Andrea Roth jako Melissa Bowen[3]
- Gloria Reuben jako Adina Johnson[3]
- Miles Mussenden jako Otis Johnson[3][2]

### Role drugoplanowe
- Andy Dylan jako Nathan Bowen[4]
- Dalon J. Holland jako Duane Porter[5]
- Noëlle Renée Bercy jako Evita Fusilier[5]
- Wayne Pére jako Peter Scarborough[5]
- Lane Miller jako Fuchs[6]
- Angela Davis jako Chantelle[7]
- Ally Maki jako Mina Hess[6]
- Tim Kang jako Ivan Hess[8]

### Role gościnne
- Marqus Clae jako Billy Johnson[4]
- Deric Augustine jako Rockwell
- Jim Klock jako trener[9]
- Mike Donovan jako Rick Cotton[10]
- Gary Weeks jako Greg Pressfield[7]
- Dalton Gray jako Benny
- Gralen Banks jako Choo Choo Broussard
- Luray Cooper jako Roland Duplanter[11]
- Vanessa Motta jako zabójczyni

## Emisja
Serial emitowany jest na antenie Freeform od 7 czerwca 2018 roku. Początkowo emisja miała się rozpocząć zimą 2017 roku. Pierwszy sezon będzie się składał z 10 odcinków. W Polsce serial jest dostępny od 8 czerwca 2018 roku w serwisie Showmax. Drugi sezon zadebiutował 4 kwietnia 2019 roku w Stanach Zjednoczonych.

### Odcinki

#### Sezon 1 (2018)
| №  | Nr | Tytuł                                       | Reżyseria             | Scenariusz                                 | Premiera (Freeform) | Premiera w Polsce (Showmax) |
| -- | -- | ------------------------------------------- | --------------------- | ------------------------------------------ | ------------------- | --------------------------- |
| 1  | 1  | Pierwsze światło First Light                | Gina Prince-Bythewood | Joe Pokaski                                | 7 czerwca 2018      | 8 czerwca 2018              |
| 2  | 2  | Samobójcze wyścigi Suicide Sprints          | Alex Garcia Lopez     | Joe Pokaski                                | 7 czerwca 2018      | 8 czerwca 2018              |
| 3  | 3  | Witraż Stained Glass                        | Peter Hoar            | Ariella Blejer Dawn Kamoche Peter Calloway | 14 czerwca 2018     | 15 czerwca 2018             |
| 4  | 4  | Zawołanie i odpowiedź Call / Response       | Ami Canaan Mann       | Christine Boylan Marcus Guillory           | 21 czerwca 2018     | 22 czerwca 2018             |
| 5  | 5  | Taktyka Princeton Offense Princeton Offense | Ry Russo-Young        | Niceole Levy Joe Pokaski                   | 28 czerwca 2018     | 29 czerwca 2018             |
| 6  | 6  | Gabinet luster Funhouse Mirrors             | Jennifer Phang        | J. Holtham Jenny Klein                     | 5 lipca 2018        | 6 lipca 2018                |
| 7  | 7  | Lotofagowie Lotus Eaters                    | Paul Edwards          | Joe Pokaski Peter Calloway                 | 12 lipca 2018       | 13 lipca 2018               |
| 8  | 8  | Historie o duchach Ghost Stories            | Alex Garcia Lopez     | Christine Boylan Jenny Klein               | 19 lipca 2018       | 20 lipca 2018               |
| 9  | 9  | Łamacz kręgosłupów Back Breaker             | Jeff Woolnough        | Niceole R.Levy Peter Calloway              | 26 lipca 2018       | 27 lipca 2018               |
| 10 | 10 | Masowe wymieranie Colony Collapse           | Wayne Yip             | Joe Pokaski                                | 2 sierpnia 2018     | 3 sierpnia 2018             |

#### Sezon 2 (2019)
| №  | Nr | Tytuł            | Reżyseria         | Scenariusz                      | Premiera (Freeform) |
| -- | -- | ---------------- | ----------------- | ------------------------------- | ------------------- |
| 11 | 1  | Restless Energy  | Jennifer Phang    | Joe Pokaski                     | 4 kwietnia 2019     |
| 12 | 2  | White Lines      | Jeff Woolnough    | Peter Calloway Niceole R. Levy  | 4 kwietnia 2019     |
| 13 | 3  | Shadow Selves    | Matt Hastings     | Kate Rorick Marcus J.Guillory   | 11 kwietnia 2019    |
| 14 | 4  | Rabbit Hold      | Amanda Row        | Joy Kecken J. Holtham           | 18 kwietnia 2019    |
| 15 | 5  | Alignment Chart  | Rachel Goldberg   | Niceole R. Levy Peter Calloway  | 27 kwietnia 2019    |
| 16 | 6  | B Sides          | Lauren Wolkstein  | Kate Rorick Pornsak Pichetshote | 2 maja 2019         |
| 17 | 7  | Vikingtown Sound | Joe Pokaski       | Joe Pokaski                     | 9 maja 2019         |
| 18 | 8  | Two Player       | Jessika Borsiczky | Kate Rorick Joy Kecken          | 16 maja 2019        |
| 19 | 9  | Blue Note        | Ami Canaan Mann   | Alexandra Kenyon Peter Calloway | 23 maja 2019        |
| 20 | 10 | Level Up         | Philip John       | Joe Pokaski                     | 30 maja 2019        |

## Produkcja

### Rozwój projektu
W 2011 roku Jeph Loeb poinformował, że serial jest w trakcie rozwoju dla ABC Family. W kwietniu 2016 roku poinformowano, że stacja Freeform zamówiła serial na sezon 2016/17.
We wrześniu 2016 roku poinformowano, że za serial odpowiadać będzie Joe Pokaski. Prace nad scenariuszem rozpoczęto we wrześniu 2016 roku, natomiast w listopadzie tego samego roku, Pokaski rozpoczął prace nad nim od początku. Na początku kwietnia poinformowano, że pierwszy sezon będzie się składał z 10 odcinków.
20 lipca 2018 roku poinformowano, że został zamówiony drugi sezon serialu. 24 października 2019 roku poinformowano o zakończeniu serialu po dwóch sezonach.

### Casting
Pod koniec stycznia 2017 roku poinformowano, że w głównych rolach zostali obsadzeni Olivia Holt jako Tandy Bowen / Dagger i Aubrey Joseph jako Tyrone Johnson / Cloak. W połowie lutego tego samego roku do głównej obsady serialu dołączyli: Andrea Roth jako Melissa Bowen, Gloria Reuben jako Adina Johnson, Miles Mussenden jako Otis Johnson, Carl Lundstedt jako Liam, James Saito jako Bernard Sanjo i J.D. Evermore jako Connors.

### Zdjęcia
Zdjęcia do serialu rozpoczęto 8 lutego 2017 roku w Nowym Orleanie pod roboczym tytułem Shadows.

## Odbiór

### Nagrody i nominacje
| Rok  | Ceremonia          | Kategoria                        | Nominowani     | Rezultat  | Przypis |
| ---- | ------------------ | -------------------------------- | -------------- | --------- | ------- |
| 2018 | Teen Choice Awards | Ulubiony serial telewizyjny lata | Cloak & Dagger | Nominacja | [ 46 ]  |
| 2018 | Teen Choice Awards | Ulubiony telewizyjny występ lata | Aubrey Joseph  | Nominacja | [ 46 ]  |
| 2018 | Teen Choice Awards | Ulubiony telewizyjny występ lata | Olivia Holt    | Wygrana   | [ 46 ]  |